# Wasp (cohete)
Wasp fue un modelo de cohete sonda estadounidense de tres etapas y propulsado por combustible sólido desarrollado a mediados de los años 1950 y utilizado para la medición de vientos a gran altura mediante la suelta de pequeñas esquirlas metálicas y su seguimiento mediante radar y el uso de paracaídas.
El cohete consistía en una primera etapa formada por dos cohetes Recruit, una segunda etapa Pollux y una etapa superior Antares.
En total se lanzaron 24 Wasp.

## Especificaciones
- Apogeo: 240 km
- Empuje en despegue: 580 kN
- Masa total: 6800 kg
- Diámetro: 0,79 m
- Longitud total: 14,7 m